# Artur Sieradzki
Artur Stanisław Sieradzki (zm. 17 lutego 1950) – polski prawnik, sędzia Sądu Najwyższego.
Uzyskał tytuł naukowy doktora praw. W okresie II Rzeczypospolitej pracował jako sędzia Sądu Apelacyjnego w Warszawie, po czym prezydent RP Ignacy Mościcki postanowieniem z dnia 12 lipca 1929 mianował go prezesem Sądu Najwyższego.
Po zakończeniu II wojny światowej w okresie Polski Ludowej sprawował funkcję pierwszego prezesa Izby Cywilnej Sądu Najwyższego od 15 kwietnia 1945 do 31 maja 1948.

## Ordery i odznaczenia
- Krzyż Komandorski Orderu Odrodzenia Polski (9 listopada 1931)[3]
- Złoty Krzyż Zasługi (7 listopada 1938)[4]